# Liste des gratte-ciel de Cleveland
Cet article concerne une liste des gratte-ciel de Cleveland. Depuis la construction du Ohio Bell Huron Building en 1927, 16 immeubles d'au moins 100 mètres de hauteur ont été construits à Cleveland dans l'État de l'Ohio aux États-Unis.
En 2014, la liste des immeubles d'au moins 100 mètres de hauteur est la suivante 

## Classement
| Rang | Nom                                       | Image | Hauteur | Étages | Année |
| ---- | ----------------------------------------- | ----- | ------- | ------ | ----- |
| 1    | Key Tower                                 |       | 289 m   | 57     | 1991  |
| 2    | Terminal Tower                            |       | 216 m   | 52     | 1930  |
| 3    | 200 Public Square                         |       | 201 m   | 45     | 1985  |
| 4    | Tower at Erieview                         |       | 161 m   | 40     | 1964  |
| 5    | One Cleveland Center                      |       | 137 m   | 31     | 1983  |
| 6    | Fifth Third Center                        |       | 136 m   | 27     | 1991  |
| 7    | Carl B. Stokes Federal Courthouse         |       | 131 m   | 23     | 2002  |
| 8    | Justice Center                            |       | 128 m   | 26     | 1977  |
| 9    | Anthony J. Celebrezze Federal Building    |       | 128 m   | 31     | 1967  |
| 10   | PNC Center                                |       | 125 m   | 35     | 1980  |
| 11   | Ameritrust Tower                          |       | 117 m   | 28     | 1971  |
| 12   | AT&T Huron Road Building                  |       | 111 m   | 22     | 1927  |
| 13   | Rhodes Tower                              |       | 111 m   | 20     | 1971  |
| 14   | Eaton Center                              |       | 109 m   | 28     | 1983  |
| 15   | Cleveland Marriott Downtown at Key Center |       | 103 m   | 28     | 1991  |
| 16   | Ernst & Young Tower                       |       | 101 m   | 21     | 2013  |